# فلزمایع
فلزمایع یا (به انگلیسی: Liquidmetal) نام‌های تجاری مجموعه‌ای از آلیاژهای فلزی آمورف هستند که توسط تیم تحقیقاتی مؤسسهٔ فناوری کالیفرنیا (Caltech) توسعه یافته و توسط Liquidmetal Technologies به بازار عرضه شده‌اند. آلیاژهای فلزمایع تعدادی از ویژگی‌های مطلوب مواد را ترکیب می‌کنند. این ویژگی‌ها شامل استحکام کششی بالا، مقاومت در برابر خوردگی عالی، ضریب بازگشت بسیار بالا و ویژگی‌های ضد سایش عالی می‌باشند. همچنین می‌توانند در فرآیندهایی مشابه ترموپلاستیک‌ها، به‌وسیلهٔ گرما شکل بگیرند. ضمناً این آلیاژها، بر خلاف نامشان، در دمای اتاق مایع نمی‌باشند.
فلزمایع برای کاربردهای تجاری، مانند چوب‌های گلف، ساعت‌ها و کاور تلفن‌های همراه در سال ۲۰۰۳ معرفی شد.
این آلیاژ نتیجهٔ یک برنامهٔ تحقیقاتی در مورد فلزات آمورف بود که در Caltech انجام شد. این اولین آلیاژ از سری آلیاژهای آزمایشی بود که می‌توانست ساختاری بی‌شکل با سرعت خنک‌سازی نسبتاً آهسته به دست آورد. فلزات آمورف قبلاً ساخته شده بودند، اما فقط در دسته‌های کوچک، زیرا سرعت خنک‌سازی باید میلیون‌ها درجه در ثانیه باشد. برای مثال، سیم‌های آمورف را می‌توان با خاموش‌کردن جریانی از فلز ذوب‌شده روی یک دیسک در حال چرخش ساخت. از آنجایی که Vitreloy اجازه چنین سرعت خنک‌سازی کندی را می‌داد، تولید دسته‌های بزرگ‌تری از فلزات آمورف امکان‌پذیر بود. اخیراً تعدادی آلیاژ اضافی به مجموعه فلزمایع اضافه شده‌است. این آلیاژها همچنین ساختار آمورف خود را پس از گرم‌کردن مجدد مکرر حفظ می‌کنند و این ویژگی به آنها اجازه می‌دهد تا در طیف گسترده‌ای از فرآیندهای ماشینکاری سنتی استفاده شوند.

## مشخصات
فلزمایع که توسط آتاکان پکر ساخته شده‌است، حاوی اتم‌هایی با اندازه‌های بسیار متفاوت است. آنها یک مخلوط متراکم با حجم آزاد کم را تشکیل می‌دهند. بر خلاف فلزات کریستالی، هیچ نقطهٔ ذوب آشکاری وجود ندارد که در آن ویسکوزیته به‌طور ناگهانی کاهش یابدا. Viterloy بیشتر شبیه شیشه‌های دیگر عمل می‌کند، زیرا ویسکوزیته آن به‌تدریج با افزایش دما، کاهش می‌یابد. در دمای بالا، به صورت پلاستیکی رفتار می‌کند و اجازه می‌دهد تا خواص مکانیکی تقریباً به راحتی در طول ریخته‌گری کنترل شود. ویسکوزیته از حرکت اتم‌ها به اندازه کافی، برای تشکیل یک شبکهٔ منظم جلوگیری می‌کند؛ بنابراین ماده حتی پس از شکل‌گیری توسط گرما، خواص آمورف خود را حفظ می‌کند.
آلیاژها دارای دمای نرم‌شدن نسبتاً پایینی هستند که امکان ریخته‌گری شکل‌های پیچیده را بدون نیاز به پرداخت، فراهم می‌کند. خواص مواد بلافاصله پس از ریخته‌گری، بسیار بهتر از فلزات معمولی است. معمولاً فلزات ریخته‌گری دارای خواص بدتری نسبت به فلزات آهنگری یا کارکرده هستند. آلیاژها همچنین در دماهای پایین (۴۰۰ درجه سلسیوس (۷۵۲ درجه فارنهایت) برای اولین فرمولاسیون) می‌توانند قالب‌گیری شوند. حجم آزاد کم نیز باعث انقباض کم در هنگام خنک‌شدن می‌شود. به همه این دلایل، فلزمایع را می‌توان با استفاده از فرآیندهای مشابه ترموپلاستیک‌ها به شکل‌های پیچیده درآورد، که باعث می‌شود فلزمایع جایگزینی بالقوه برای بسیاری از کاربردهایی شود که معمولاً از پلاستیک استفاده می‌شود.
فلزات مایع به دلیل ساختار غیر کریستالی (بی‌شکل) خود، سخت‌تر از آلیاژهای تیتانیوم یا آلومینیوم با ترکیب مشابه هستند. زیرکونیوم و تیتانیومی که پایه‌های اساسی آلیاژهای فلزمایع هستند، استحکام تسلیم بیش از ۱۷۲۳ مگاپاسکال، یعنی حدوداً دو برابر استحکام آلیاژهای تیتانیوم کریستالی معمولی (Ti6Al4V ~ ۸۳۰ مگاپاسکال است) و تقریباً استحکام فولادهای با استحکام بالا و برخی مواد کامپوزیت حجیم مهندسی‌شده را به دست آوردند (استحکام کششی برای لیستی از مواد رایج را مشاهده کنید). با این حال، روش‌های ریخته‌گری اولیه، نقص‌های میکروسکوپی را معرفی کردند که مکان‌های عالی برای انتشار ترک بودند که منجر به شکننده‌بودن Viterloy مانند شیشه شد. این دسته‌های اولیه اگرچه قوی بودند، اما به راحتی در هنگام ضربه می‌شکستند. روش‌های جدیدتر ریخته‌گری، تنظیمات مخلوط‌های آلیاژی و سایر تغییرات این امر را بهبود بخشیده‌است.
نبود مرزهای دانه به استحکام تسلیم بالا (و در نتیجه انعطاف‌پذیری) نشان داده شده کمک می‌کند. در یک نمایش، یک کره فلزی که روی فولاد آمورف افتاده بود، به‌طور قابل توجهی طولانی‌تر از همان کره فلزی که روی فولاد کریستالی افتاده بود، منعکس شد.
فقدان مرز دانه در شیشه‌های فلزی، باعث می‌شود که خوردگی مرز دانه‌ای وجود نداشته باشد، که یک مشکل رایج در آلیاژهای با استحکام بالا که توسط سخت‌شدن بارش و فولادهای زنگ نزن حساس‌شده تولید می‌شوند، می‌باشد؛ بنابراین، آلیاژهای فلزمایع، هم به دلیل ساختار مکانیکی و هم به دلیل عناصر به کار رفته در آلیاژ آن، عموماً در برابر خوردگی مقاوم‌تر هستند. ترکیب سختی مکانیکی، الاستیسیته بالا و مقاومت در برابر خوردگی، فلزمایع را در برابر سایش مقاوم می‌کند.
اگرچه در دماهای بالا، تغییر شکل پلاستیک به‌راحتی رخ می‌دهد، تقریباً هیچ‌کدام در دمای اتاق، قبل از شروع شکست فاجعه‌بار رخ نمی‌دهد. این امر، کاربرد مواد را در کاربردهایی که قابلیت اطمینان به ماده در آنها حیاتی است، محدود می‌کند؛ زیرا خرابی قریب‌الوقوع مشهود نیست. این ماده همچنین مستعد خستگی فلز با رشد ترک است. یک ساختار کامپوزیت دو فاز با ماتریس آمورف و یک تقویت‌کننده فاز کریستالی دندریتی شکل‌پذیر، یا یک کامپوزیت زمینه فلزی تقویت‌شده با الیاف مواد دیگر می‌تواند این عیب را کاهش داده یا حتی از بین ببرد.

## موارد استفاده
فلزمایع تعدادی ویژگی را ترکیب می‌کند که معمولاً در هیچ ماده‌ای یافت نمی‌شود. این باعث می‌شود آنها در طیف گسترده‌ای از کاربردهای مختلف، مفید باشند.
یکی از اولین کاربردهای تجاری فلزمایع در چوب‌های گلف ساخته‌شده توسط این شرکت بود که در آن از فلز بسیار الاستیک در قسمت‌هایی از صفحهٔ چوبی استفاده می‌شد. اینها توسط کاربران امتیاز بالایی دریافت کردند، اما بعداً محصول سقوط کرد، تا حدودی به این دلیل که نمونه‌های اولیه پس از کمتر از ۴۰ بازدید شکسته شدند. از آن زمان، فلزمایع در سایر تجهیزات ورزشی، از جمله هسته‌های توپ گلف، چوب اسکی، چوب بیسبال و سافت‌بال، و راکت‌های تنیس ظاهر شده‌است.
قابلیت ریخته‌گری و قالب‌گیری، همراه با مقاومت در برابر سایش بالا، منجر به استفاده از فلزمایع به عنوان جایگزینی برای پلاستیک در برخی کاربردها شده‌است. این روی بدنه درایوهای فلش USB مدل اخیر SanDisk "Cruzer Titanium" و همچنین خط پخش MP3 مبتنی بر فلش Sansa آنها و بدنهٔ برخی از تلفن‌های همراه مانند محصولات لوکس Vertu و سایر لوازم الکترونیکی مصرفی مقاوم استفاده شده‌است. فلزمایع در لیزر دندانی Biolase Ilase و اسکنر بارکد حلقه Socketmobile استفاده شد. فلزمایع همچنین به‌طور قابل توجهی برای ساخت ابزار اجکتور سیم کارت برخی از iPhoneهای 3G ساخت شرکت اپل که در ایالات متحده ارسال شده‌است، استفاده شده‌است. این کار توسط اپل به عنوان تمرینی برای آزمایش قابلیت استفاده از فلز انجام شد. آنها از یک سطح بدون خش، طولانی‌تر از مواد رقیب محافظت می‌کنند، در حالی که هنوز در شکل‌های پیچیده ساخته می‌شوند. همان کیفیت باعث می‌شود که از آن‌ها به عنوان پوشش‌های محافظ برای ماشین‌آلات صنعتی، از جمله لوله‌های حفاری نفت و دیگ‌های بخار لوله‌آبی نیروگاه‌ها استفاده شود.
آلیاژهای فلزمایع همچنین جایگزین تیتانیوم در کاربردهای مختلف از ابزار پزشکی و اتومبیل گرفته تا صنایع نظامی و هوافضا می‌شود. در کاربردهای نظامی، میله‌های فلزات آمورف جایگزین اورانیوم ضعیف‌شده در نفوذگرهای انرژی جنبشی می‌شوند. صفحات فلزمایع در آرایهٔ جمع‌کننده یون باد خورشیدی در کاوشگر فضایی Genesis استفاده شد.

## استفاده‌های مجاز
- شرکت اپل ، مجوز دائمی و انحصاری برای استفاده از فناوری خود در لوازم الکترونیکی مصرفی به دست آورد.[۱۳]
- به گروه سواچ مجوز انحصاری برای استفاده از فلزمایع در ساعت‌های خود اعطا شد. [۱۴]